# De Gijzeling
De Gijzeling is de 53ste aflevering van VTM's politieserie Zone Stad. De aflevering werd in Vlaanderen voor het eerst uitgezonden op 1 maart 2010.

## Verhaal
Fien Bosvoorde en de korpschef Speltinckx geven in het stadhuis van Antwerpen een lezing aan drie Vlaamse burgemeesters. Net op dat moment vallen drie professionele gangsters het stadhuis binnen.De gangsters banen zich op koelbloedige wijze een weg tot in de vergaderzaal en gijzelen brutaal de aanwezige prominenten.Ondertussen worden Mike en Jimmy verplicht om een grote drugsvangst naar de verbrandingsoven te escorteren. Deze politie escorte krijgt een drastische wending...Lucas vertrekt naar Amerika om zich te specialiseren. Dit brengt Tom en Kathy weer dichter bij elkaar

## Gastrollen
- Erik Burke - Commissaris Verduyn
- Wouter Hendrickx - Vinny
- Herwig Ilegems - Lex
- Geert Van Rampelberg - Brik
- Arnold Willems - Burgemeester Opdeberg
- Anton Cogen - Sven (niet gecrediteerd)
- Leslie De Gruyter - Rodrigo Alva Garcia (niet gecrediteerd)
- Geert Genbrugge - Burgemeester Goossens (niet gecrediteerd)
- Johan Pauwels - Burgemeester Van Gorp (niet gecrediteerd)
- Ellen Wauters - Journaliste (niet gecrediteerd)

## Locaties
- Grote Markt Antwerpen
- Stadhuis Antwerpen